# TI-81

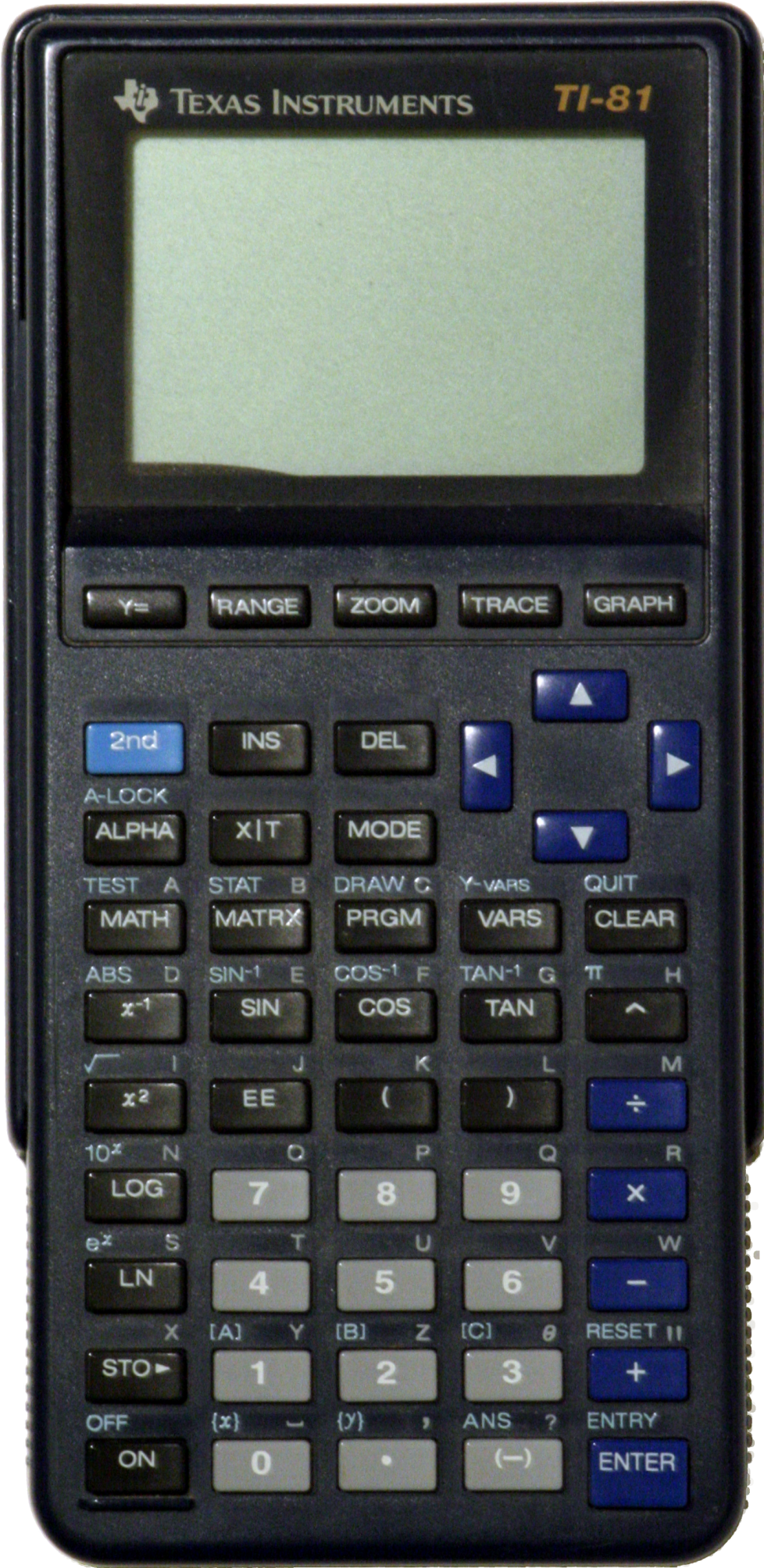
TI-81

TI-81 はテキサス・インスツルメンツ(TI)の最初のグラフ表示電卓である。1990年、代数学や微分積分学のコースで利用することを目的として設計された。その後、新たな機種（TI-82、TI-83シリーズなど）で代替されたが、基本的な機能と96×64ピクセルのディスプレイは変わっていない。

## 特徴
Z80マイクロプロセッサを搭載し、2MHzで駆動する。TIの他のグラフ表示電卓がZ80を6MHzで駆動しているのに比べると低速である。2.4KBのRAMを内蔵。
TI-81 のユーザインタフェースは Equation Operation System と呼ばれるもので提供されている。これは、TI-82 や TI-83 などのインタフェースとほぼ同等である。2次元の関数グラフ表示だけでなく、2変量の2次元グラフ表示、各種単位での三角関数計算、簡単な描画機能、6×6までの行列演算、TI-BASIC によるプログラミングが可能といった特徴を備える。
後継機と同様、4個の単4形乾電池とバックアップ用のリチウム電池（CR1616 または CR1620）を使用する。バックアップ電池は乾電池交換時にプログラムが消えないようにするためにある。
TI は、TI-81 と Equation Operating System をパーソナルコンピュータ上でエミュレートするソフトウェアを配布している。